# Лейпрорелін
Лейпрорелін (лат. Leuprorelinum) — синтетичний лікарський препарат, який за своєю хімічною будовою є поліпептидом та аналогом гонадотропін-рилізинг гормону, та застосовується внутрішньом'язово і підшкірно. Лейпрорелін застосовується у клінічній практиці з 1984 року.

## Фармакологічні властивості
Механізм дії препарату полягає у блокуванні рецепторів гонадотропіну в передній долі гіпофізу, при цьому спочатку підвищується рівень статевих гормонів унаслідок короткотривалої стимуляції вивільнення лютеїнізуючого гормону та фолікулостимулюючого гормону, що при тривалому прийомі змінюється значним зниженням рівня статевих гормонів у крові до посткастраційних значень у чоловіків та постклімактеричних значень або значень після видалення яєчників у жінок.

### Фармакокінетика
Лейпрорелін швидко руйнується після перорального застосування, тому застосовується виключно ін'єкційно. Біодоступність препарату при підшкірному та внутрішньом'язовому введенні становить 75 % у жінок та 98 % у чоловіків. Максимальна концентрація лейпрореліну в крові досягається протягом 2—6 годин. Лейпрорелін відносно погано (на 43—49 %) зв'язується з білками плазми крові. Препарат проникає через плацентарний бар'єр та в грудне молоко. Метаболізується лейпрорелін тканинними пептидазами. Виводиться препарат із організму із сечею переважно у вигляді метаболітів. Період напіввиведення лейпрореліну становить 3 години.

## Показання
Лейпрорелін застосовується для лікування прогресуючого гормонозалежного раку простати, при ендометріозі та при міомі матки.
Лейпрорелін застосовується при раку простати, як самостійне лікування при неможливості застосування інших методів лікування або для паліативного лікування, або в комбінації з бікалутамідом, а також при ендометріозі, міомі матки, раку молочної залози у жінок у пременопаузальному та постменопаузальному періоді. У лікуванні раку простати застосовуються також форми лейпрореліну із створенням підшкірного депо препарату та повільним його вивільненням, які значно переважають у результатах лікування видалення яєчок та у порівнянні із застосуванням інших аналогів гонадотропін-рилізинг гормону (у тому числі бусереліну), а також є відносно економічно ефективнішими, проте поступаються за результатами лікування антагоністам гонадотропін-рилізинг гормону (зокрема дегареліксу). Досліджується можливість застосування лейпрореліну для лікування парафілії. Лейпрорелін у деяких країнах застосовується для хімічної кастрації осіб, засуджених за сексуальні злочини.

## Побічна дія
При застосуванні лейпрореліну побічні ефекти спостерігаються нечасто, найчастіше спостерігаються приливи крові, нудота і блювання, зниження лібідо, еректильна дисфункція та підвищена пітливість, у чоловіків також гінекомастія та атрофія яєчок. Іншими побічними ефектами препарату є шкірний висип, кропив'янка, свербіж шкіри, шум у вухах, погіршення слуху, парестезії, зниження мінералізації костей, сухість та кровотечі з вагіни, біль у кістках у чоловіків, слабкість у м'язах, лімфостаз, затримка сечопуску, гематурія, підвищення активності ферментів печінки в крові, місцеві реакції в місці ін'єкції.

## Протипокази
Лейпрорелін протипоказаний при підвищеній чутливості до препарату, гормононезалежному раку простати, нирковій недостатності, маткових кровотечах невстановленої етіології, при вагітності та годуванні грудьми.

## Форми випуску
Лейпрорелін випускається у вигляді ліофілізату для приготування суспензії для ін'єкцій по 3,75; 7,5; 11,25; 15,0; 22,5; 30,0 і 45,0 мг; та розчину для ін'єкцій по 5 мг/мл у приготованих шприцах по 1 мл.